# 韦赖
韦赖（法語：Verrayes，法語發音：[veʁɛj]）是意大利瓦莱达奥斯塔大区的一个市镇。总面积22平方公里，人口1358人，人口密度61.7人/平方公里（2009年）。ISTAT代码为007072。